# Parti national social chrétien
Die Parti national social chrétien (PNSC), später bekannt als National Unity Party of Canada, war eine rechtsextreme politische Partei in Kanada. Die 1934 von Adrien Arcand gegründete Partei baute ihre politische Ideologie auf Adolf Hitlers Nationalsozialismus und Benito Mussolinis italienischem Faschismus auf.

## Geschichte
Von der deutschen NSDAP inspiriert, gründete der kanadische Journalist und Nazi-Sympathisant Adrien Arcand die PNSC am 22. Februar 1934. Arcand war selber ein Antisemit und verfolgte mit der Partei eine sowohl judenfeindliche als auch antikommunistische Politik.
Im Oktober 1934 kam es zur Fusion der PNSC mit der ebenfalls rechtsextremen Canadian Nationalist Party, welche vor allem in den Prärieprovinzen größeren Einfluss hatte. Kurz darauf wurde der englische Name der Partei in National Christian Party of Canada geändert. Die Zusammenarbeit mit anderen Gruppierungen der rechtsextremen Szene ging im Jahr 1938 weiter, als der Zusammenschluss mit weiteren faschistischen Gruppen in Québec und Ontario beschlossen wurde. Unter dem Namen National Unity Party änderte die Partei ihr Logo von der roten Swastika zu einer Flamme.
Mit dem Ausbruch des Zweiten Weltkrieges wurde die Partei am 30. Mai 1940 verboten, Arcand und einige seiner Mitstreiter wurden verhaftet und interniert. Das Verbot wurde jedoch 1945 aufgehoben, woraufhin die NUP ihre Aktivitäten wieder aufnehmen konnte.
Arcand kandidierte mit dem Parti national social chrétien bei der kanadischen Unterhauswahl 1949, wobei er 5590 Stimmen erhielt. 1953 trat er erneut in dem Wahlbezirk Berthier—Maskinongé—Delanaudière an, war jedoch nicht als Kandidat der PNSC gemeldet. Mit der Verschlechterung der Gesundheit Arcands fand die letzte bekannte Veranstaltung der Partei 1965 in der Paul Sauvé Arena statt.
Die National Unity Party of Canada war von 1978 bis 2016 bei der Regierung von Quebec gemeldet.

## Galerie

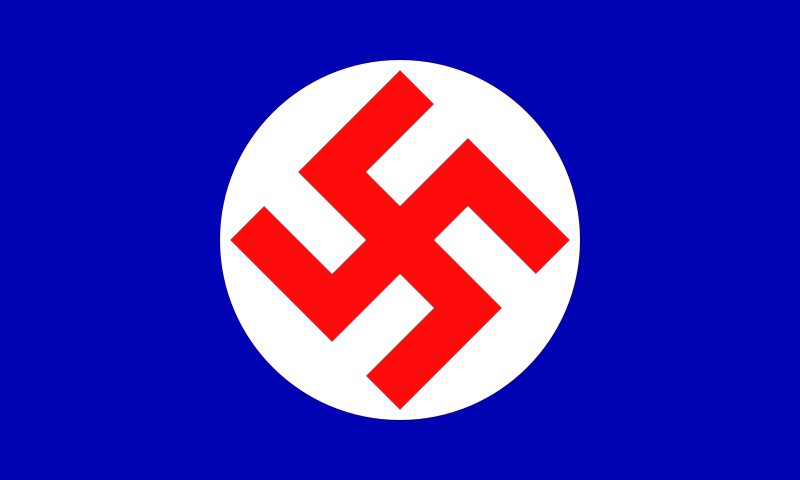
Flagge der PNSC
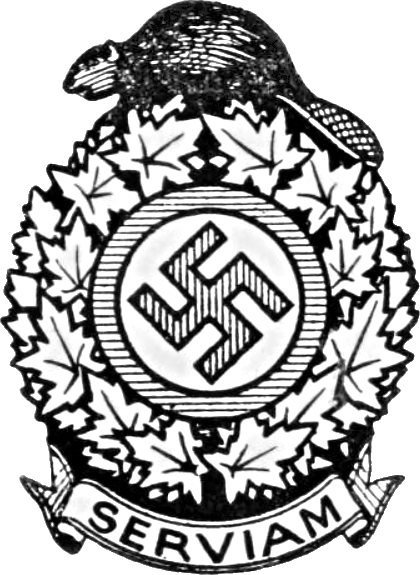
Wappen der PNSC
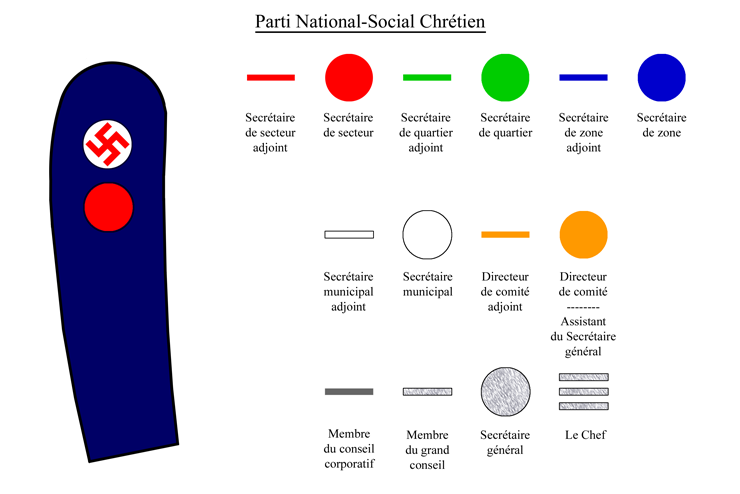
Rangabzeichen der Partei